# 李怀章
李怀章（1918年2月—2006年7月12日），曾用名李怀祯，山东省潍县南流镇李家村人。中国人民解放军开国大校。中国人民解放军海军正军职干部、海军潜艇学校副校长。

## 生平
1935年冬在济南乡师上学期间参加学生抗日救亡联合会。1936年3月加入中国共产党，在济南做地下工作。抗战爆发后被山东省委派往鲁东发动组建抗日部队，历任八路军山东纵队第八支队机要科长、作战科长、通讯科长。抗战胜利后任冀察热辽军区热东军分区参谋长，十五兵团司令部，第四十三军司令部作战科长，1949年12月25日组建广东军区江防部队司令部，任参谋长。公安军参谋处处长。1952年任军事学院海军系潜艇、反潜艇教授会主任，海军学院潜艇、反潜艇教授会主任，基本系副主任，中南海军潜艇三十二支队第一任支队长。1960年7月1日，经总参批复，以潜水艇学校训练团为基础，组建潜水艇士兵学校，校长李怀章，政委肖英，实际为第一任校长兼政委。1962年晋升海军大校。潜艇学校副校长。
1983年离休。在青岛逝世。 